# Fillmore East
Fillmore East fue una sala de conciertos propiedad del promotor Bill Graham ubicada en la ciudad de Nueva York, Estados Unidos. Fue abierta al público el 8 de marzo de 1968 y cerrada el 27 de junio de 1971, siendo escenario de grandes músicos y bandas de la historia del rock como Janis Joplin, Jimi Hendrix, Grateful Dead, Jefferson Airplane, Led Zeppelin, The Allman Brothers Band, Iron Butterfly, Frank Zappa y Joe Cocker.

## Álbumes en vivo grabados
Debido a la buena acústica del auditorio, muchos álbumes en vivo fueron grabados en el Fillmore East, incluyendo:

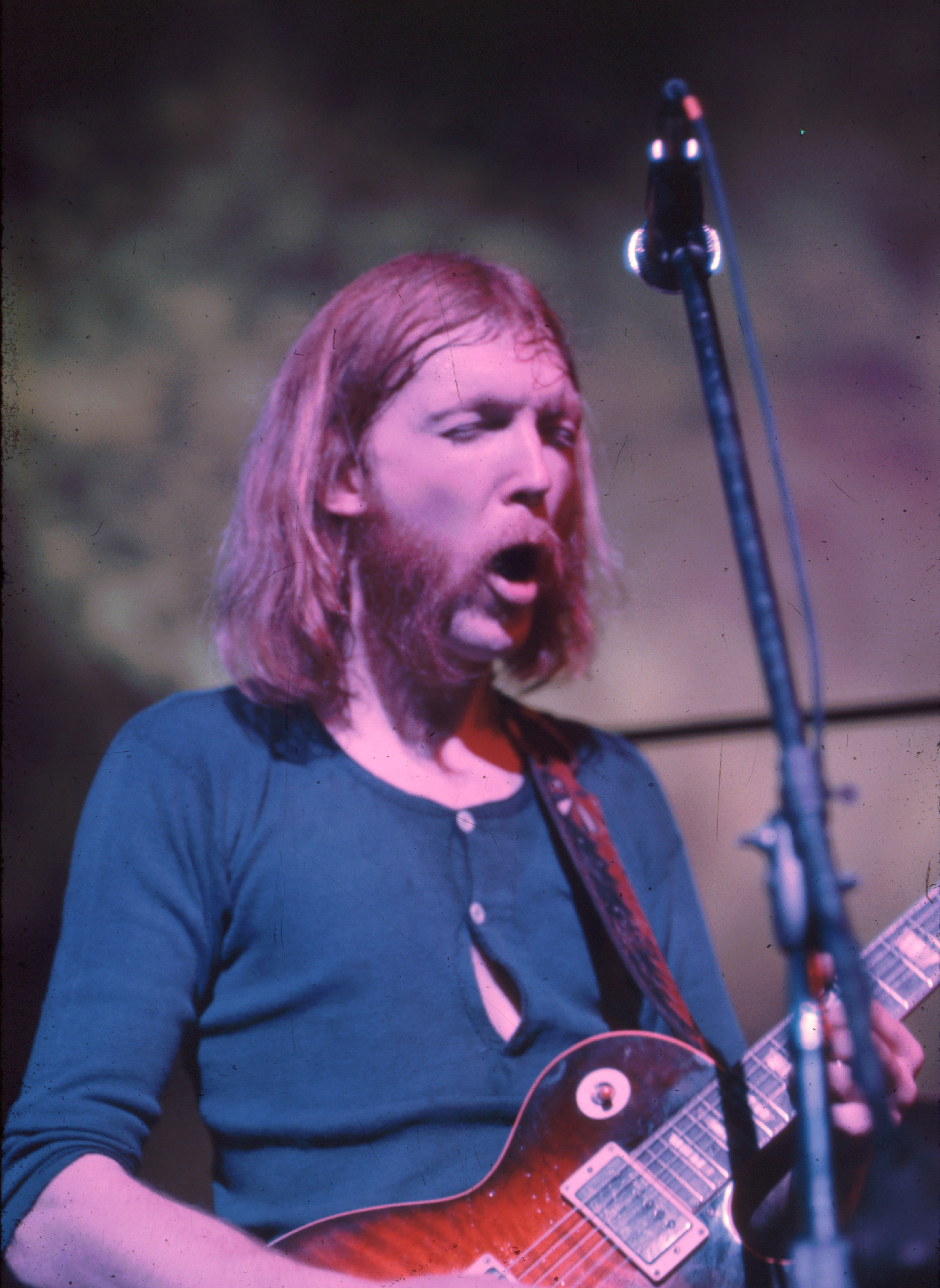
Duane Allman en el Fillmore East

- The Allman Brothers Band – At Fillmore East (1971)
- The Allman Brothers Band – Fillmore East, February 1970 (1997)
- Buffalo Bob Smith – Live at Bill Graham's Fillmore East (1971)
- The Chambers Brothers – Love, Peace and Happiness
- Joe Cocker – Mad Dogs and Englishmen – The Complete Fillmore East Concerts
- Crosby, Stills, Nash and Young - 4 Way Street (1971)
- Miles Davis – Live at the Fillmore East, March 7, 1970: It's About That Time (2001)
- Miles Davis – Miles Davis at Fillmore: Live at the Fillmore East (1970)
- Miles Davis - Miles at the Fillmore - Miles Davis 1970: The Bootleg Series Vol. 3 (2014)
- Derek and the Dominos – In Concert (1973)
- Derek and the Dominos – Live at the Fillmore (1994)
- Flying Burrito Brothers – Authorized Bootleg: Fillmore East, N.Y., N.Y. Late Show, Nov. 7, 1970 (2011)
- Virgil Fox/Heavy Organ – Bach Live at Fillmore East (1989)
- The Fugs – Golden Filth - Alive at the Fillmore East (1970)
- Grateful Dead – Ladies and Gentlemen ... The Grateful Dead (2000)
- Grateful Dead – Live at the Fillmore East 2-11-69 (1997)
- Grateful Dead – History of the Grateful Dead, Volume One (Bear's Choice) (1970) (1973)
- Grateful Dead – Dick's Picks Volume 4 (1996)
- Grateful Dead – Road Trips Volume 3 Number 3 (2010)
- Jimi Hendrix – Band of Gypsys (1970)
- Lorin Hollander – Lorin Hollander at the Fillmore East (1969)
- Humble Pie – Performance Rockin' the Fillmore (1971)
- Iron Butterfly - Fillmore East 1968 (2011)
- Jefferson Airplane – Bless Its Pointed Little Head (1969)
- Jefferson Airplane – Live at the Fillmore East (1998)
- Jefferson Airplane – Sweeping Up the Spotlight: Jefferson Airplane Live at the Fillmore East 1969 (2007)
- King Crimson – Epitaph (1969)
- King Crimson – Live at Fillmore East(2004)
- John Lennon y Yoko Ono – Live Jam
- Taj Mahal – The Real Thing (2000)
- Mountain – Flowers Of Evil (1970)
- Traffic - John Barleycorn Must Die - Deluxe Edition (2011)
- Johnny Winter – Live Johnny Winter And (1971)
- Frank Zappa and the Mothers of Invention – Freaks And Motherfu*#@%! (1991)